# Хосе Солчага
Хосе Солчага Сала (на испански: José Solchaga Zala) е испански генерал, който се бие за националистическата фракция по време на Испанската гражданска война.

## Биография
През 1936 г. Солчага се присъединява към преврата срещу републиканското правителство. Ръководи наварските войски в кампанията срещу Гипускоа. На 5 август 1936 г. войските му окупират Ирун, отрязвайки контролираната от републиканците зона на север от френската граница и Сан Себастиан на 13 септември. По-късно Солчага е повишен в генерал, ръководи националистическите войски в Бискайската кампания. През август ръководи наварските бригади в битката при Сантандер, а през септември 1937 г. е един от националистическите командири в кампанията срещу Астурия.